# Romaliny
Romaliny (niem. Abbau Romahn, 1921–1945 Romahnshof) – osada w Polsce położona w województwie warmińsko-mazurskim, w powiecie bartoszyckim, w gminie Sępopol. Wieś jest częścią składową sołectwa Lipica.
W latach 1975–1998 miejscowość administracyjnie należała do województwa olsztyńskiego.